# Lothar I. Franský
Svatý Lothar I. (795 – 29. září 855) byl římským císařem, franckým a později italským králem a bavorským vévodou. Byl vnukem Karla Velikého; se svými dvěma bratry uzavřel v roce 843 Verdunskou smlouvou, která Franskou říši rozdělila na Západofranskou, Východofranskou a Středofranskou říši – a právě posledně jmenovaná připadla Lotharovi, ostatní jeho bratřím. V roce 855 své území rozdělil mezi své tři syny, stal se benediktinským mnichem kláštera v porýnském Prümu. Šest dní po vstupu do řádu zemřel.

## Původ
Narodil se z prvního manželství franckého krále Ludvíka I. Pobožného s Ermengardou. Měl dva bratry a dvě sestry a z otcova druhého manželství dalšího bratra a sestru.
|              |              |              |              |              |              |  |  |               |               |               |               |               |               |  |  | Ingram Francký | Ingram Francký | Ingram Francký | Ingram Francký | Ingram Francký | Ingram Francký |            |            | Hedvika Bavorská | Hedvika Bavorská | Hedvika Bavorská | Hedvika Bavorská | Hedvika Bavorská | Hedvika Bavorská |  |  | Karel Veliký | Karel Veliký | Karel Veliký      | Karel Veliký      | Karel Veliký      | Karel Veliký      |                   |                   | Hildegarda Savojská | Hildegarda Savojská | Hildegarda Savojská | Hildegarda Savojská | Hildegarda Savojská | Hildegarda Savojská |        |        |         |         |         |         |         |         |  |  |                |                |                |                |                |                |  |  |  |  |
|              |              |              |              |              |              |  |  |               |               |               |               |               |               |  |  | Ingram Francký | Ingram Francký | Ingram Francký | Ingram Francký | Ingram Francký | Ingram Francký |            |            | Hedvika Bavorská | Hedvika Bavorská | Hedvika Bavorská | Hedvika Bavorská | Hedvika Bavorská | Hedvika Bavorská |  |  | Karel Veliký | Karel Veliký | Karel Veliký      | Karel Veliký      | Karel Veliký      | Karel Veliký      |                   |                   | Hildegarda Savojská | Hildegarda Savojská | Hildegarda Savojská | Hildegarda Savojská | Hildegarda Savojská | Hildegarda Savojská |        |        |         |         |         |         |         |         |  |  |                |                |                |                |                |                |  |  |  |  |
|              |              |              |              |              |              |  |  |               |               |               |               |               |               |  |  |                |                |                |                |                |                |            |            |                  |                  |                  |                  |                  |                  |  |  |              |              |                   |                   |                   |                   |                   |                   |                     |                     |                     |                     |                     |                     |        |        |         |         |         |         |         |         |  |  |                |                |                |                |                |                |  |  |  |  |
|              |              |              |              |              |              |  |  |               |               |               |               |               |               |  |  |                |                |                |                |                |                |            |            |                  |                  |                  |                  |                  |                  |  |  |              |              |                   |                   |                   |                   |                   |                   |                     |                     |                     |                     |                     |                     |        |        |         |         |         |         |         |         |  |  |                |                |                |                |                |                |  |  |  |  |
| Hugo z Tours | Hugo z Tours | Hugo z Tours | Hugo z Tours | Hugo z Tours | Hugo z Tours |  |  | Ava z Morvois | Ava z Morvois | Ava z Morvois | Ava z Morvois | Ava z Morvois | Ava z Morvois |  |  |                |                |                |                |                |                | Ermengarda | Ermengarda | Ermengarda       | Ermengarda       | Ermengarda       | Ermengarda       |                  |                  |  |  |              |              | Ludvík I. Pobožný | Ludvík I. Pobožný | Ludvík I. Pobožný | Ludvík I. Pobožný | Ludvík I. Pobožný | Ludvík I. Pobožný |                     |                     |                     |                     |                     |                     | Judita | Judita | Judita  | Judita  | Judita  | Judita  |         |         |  |  |                |                |                |                |                |                |  |  |  |  |
| Hugo z Tours | Hugo z Tours | Hugo z Tours | Hugo z Tours | Hugo z Tours | Hugo z Tours |  |  | Ava z Morvois | Ava z Morvois | Ava z Morvois | Ava z Morvois | Ava z Morvois | Ava z Morvois |  |  |                |                |                |                |                |                | Ermengarda | Ermengarda | Ermengarda       | Ermengarda       | Ermengarda       | Ermengarda       |                  |                  |  |  |              |              | Ludvík I. Pobožný | Ludvík I. Pobožný | Ludvík I. Pobožný | Ludvík I. Pobožný | Ludvík I. Pobožný | Ludvík I. Pobožný |                     |                     |                     |                     |                     |                     | Judita | Judita | Judita  | Judita  | Judita  | Judita  |         |         |  |  |                |                |                |                |                |                |  |  |  |  |
|              |              |              |              |              |              |  |  |               |               |               |               |               |               |  |  |                |                |                |                |                |                |            |            |                  |                  |                  |                  |                  |                  |  |  |              |              |                   |                   |                   |                   |                   |                   |                     |                     |                     |                     |                     |                     |        |        |         |         |         |         |         |         |  |  |                |                |                |                |                |                |  |  |  |  |
|              |              |              |              |              |              |  |  |               |               |               |               |               |               |  |  |                |                |                |                |                |                |            |            |                  |                  |                  |                  |                  |                  |  |  |              |              |                   |                   |                   |                   |                   |                   |                     |                     |                     |                     |                     |                     |        |        |         |         |         |         |         |         |  |  |                |                |                |                |                |                |  |  |  |  |
| Irmingarda   | Irmingarda   | Irmingarda   | Irmingarda   | Irmingarda   | Irmingarda   |  |  | Lothar I.     | Lothar I.     | Lothar I.     | Lothar I.     | Lothar I.     | Lothar I.     |  |  | Pipin I.       | Pipin I.       | Pipin I.       | Pipin I.       | Pipin I.       | Pipin I.       |            |            | Rotruda          | Rotruda          | Rotruda          | Rotruda          | Rotruda          | Rotruda          |  |  | Hildegarda   | Hildegarda   | Hildegarda        | Hildegarda        | Hildegarda        | Hildegarda        |                   |                   | Ludvík II. Němec    | Ludvík II. Němec    | Ludvík II. Němec    | Ludvík II. Němec    | Ludvík II. Němec    | Ludvík II. Němec    |        |        | Gisela  | Gisela  | Gisela  | Gisela  | Gisela  | Gisela  |  |  | Karel II. Holý | Karel II. Holý | Karel II. Holý | Karel II. Holý | Karel II. Holý | Karel II. Holý |  |  |  |  |
| Irmingarda   | Irmingarda   | Irmingarda   | Irmingarda   | Irmingarda   | Irmingarda   |  |  | Lothar I.     | Lothar I.     | Lothar I.     | Lothar I.     | Lothar I.     | Lothar I.     |  |  | Pipin I.       | Pipin I.       | Pipin I.       | Pipin I.       | Pipin I.       | Pipin I.       |            |            | Rotruda          | Rotruda          | Rotruda          | Rotruda          | Rotruda          | Rotruda          |  |  | Hildegarda   | Hildegarda   | Hildegarda        | Hildegarda        | Hildegarda        | Hildegarda        |                   |                   | Ludvík II. Němec    | Ludvík II. Němec    | Ludvík II. Němec    | Ludvík II. Němec    | Ludvík II. Němec    | Ludvík II. Němec    |        |        | Gisela  | Gisela  | Gisela  | Gisela  | Gisela  | Gisela  |  |  | Karel II. Holý | Karel II. Holý | Karel II. Holý | Karel II. Holý | Karel II. Holý | Karel II. Holý |  |  |  |  |
|              |              |              |              |              |              |  |  |               |               |               |               |               |               |  |  |                |                |                |                |                |                |            |            |                  |                  |                  |                  |                  |                  |  |  |              |              |                   |                   |                   |                   |                   |                   |                     |                     |                     |                     |                     |                     |        |        |         |         |         |         |         |         |  |  |                |                |                |                |                |                |  |  |  |  |
|              |              |              |              |              |              |  |  |               |               |               |               |               |               |  |  |                |                |                |                |                |                |            |            |                  |                  |                  |                  |                  |                  |  |  |              |              |                   |                   |                   |                   |                   |                   |                     |                     |                     |                     |                     |                     |        |        |         |         |         |         |         |         |  |  |                |                |                |                |                |                |  |  |  |  |
| Ludvík II.   | Ludvík II.   | Ludvík II.   | Ludvík II.   | Ludvík II.   | Ludvík II.   |  |  | Hiltruda      | Hiltruda      | Hiltruda      | Hiltruda      | Hiltruda      | Hiltruda      |  |  | Berta          | Berta          | Berta          | Berta          | Berta          | Berta          |            |            | Irmgarda         | Irmgarda         | Irmgarda         | Irmgarda         | Irmgarda         | Irmgarda         |  |  | Gisela       | Gisela       | Gisela            | Gisela            | Gisela            | Gisela            |                   |                   | Lothar II.          | Lothar II.          | Lothar II.          | Lothar II.          | Lothar II.          | Lothar II.          |        |        | Rotruda | Rotruda | Rotruda | Rotruda | Rotruda | Rotruda |  |  | Karel          | Karel          | Karel          | Karel          | Karel          | Karel          |  |  |  |  |
| Ludvík II.   | Ludvík II.   | Ludvík II.   | Ludvík II.   | Ludvík II.   | Ludvík II.   |  |  | Hiltruda      | Hiltruda      | Hiltruda      | Hiltruda      | Hiltruda      | Hiltruda      |  |  | Berta          | Berta          | Berta          | Berta          | Berta          | Berta          |            |            | Irmgarda         | Irmgarda         | Irmgarda         | Irmgarda         | Irmgarda         | Irmgarda         |  |  | Gisela       | Gisela       | Gisela            | Gisela            | Gisela            | Gisela            |                   |                   | Lothar II.          | Lothar II.          | Lothar II.          | Lothar II.          | Lothar II.          | Lothar II.          |        |        | Rotruda | Rotruda | Rotruda | Rotruda | Rotruda | Rotruda |  |  | Karel          | Karel          | Karel          | Karel          | Karel          | Karel          |  |  |  |  |

## Život
V roce 817 vydal Ludvík I. Pobožný nástupnický řád pod názvem Ordinatio imperii, podle něhož vytvořil pro mladší syny úděly a nejstarší Lothar se stal jeho spoluvládcem a právoplatným dědicem. V říjnu 821 se Lothar oženil s dcerou hraběte Huga z Tours, Irminardou, a o necelý rok později se stal langobardským králem v Itálii. 5. dubna 823 byl pak v Římě korunován papežem Paschalem I. V témže roce se narodil i jeho polorodý bratr z otcova druhého manželství, Karel, pro něhož se Ludvík rozhodl vytvořit třetí úděl, čímž porušil Ordinatio imperii.

Lothar s novým nástupnickým řádem nesouhlasil a postavil se proti otci. Po odnětí Akvitánie Pipinovi v roce 833 se proti otci postavili i dva zbylí synové a na Červeném poli u Kolmaru jej zajali, poslali do kláštera a říši rozdělili na tři části.

O rok později Ludvík opět usedl na Francký trůn, čímž se bratři snažili snížit moc nejsilnějšího Lothara. Po otcově smrti v roce 840 se Lothar snažil ujmout otcových území, ale bratři se opět postavili proti němu a v roce 841 v bitvě u Fontenoy jej porazili.
14. února 842 potvrdili Ludvík II. Němec a Karel II. Holý své spojenectví ve Štrasburku a o rok později bratra donutili rozdělit zděděná území Verdunskou smlouvou.

Lotharovi připadla oblast rozprostírající se od Fríska k Provenci a Lombardii (tzv. Středofranská říše), což byla nejbohatší, ale obtížně hajitelná území Franské říše. Lotharovi zůstal také titul císaře.

Lothar I. vládl patnáct let. Ještě za svého života, r. 844 věnoval Itálii nejstaršímu synovi Ludvíkovi II. Po jeho smrti byla ostatní část říše rozdělena mezi zbylé syny Lothara II. a Karla. Karel získal Provence a titulárně i Burgundské království a Lothar II. dostal Lotharingii – severní část území mezi říší svých dvou strýců, Karla Holého a Ludvíka Němce. Nejstaršího syna Ludvíka II. popudilo, že po smrti otce nedostal další území, spojil se se strýcem Ludvíkem Němcem proti bratrovi Lotharovi II. a jeho strýci Karlu Holému (r. 858). Po smrti Lothara II. se jeho území rozdělila mezi Ludvíka II. Němce a Karla II. Holého.

## Potomci
S manželkou Irmingardou měl osm dětí:
- Ludvík II. (asi 825–875), spolucísař ∞ Engelberga Parmská
- Helletruda (Hiltruda) (asi 826 – po 865/866) ∞ hrabě Berengar († před 865/866)
- Berta (asi 830 – asi 877), abatyše
- Ermengarda (Irmgarda) (asi 826/830) ∞ hrabě Giselbert Maasgauský , 846 unesl Irmigardu a 849 manželství uznáno
- Gisela (asi 830–860), abatyše
- Lothar II. (asi 835–869), lotharingijský král ∞ 855 Teutberga, dcera hraběte Bosa z Arles
- Rotruda ∞ okolo r. 850/851 Lambert Bretaňský, hrabě nantský
- Karel (asi 845–863), burgundský král

S milenkou Dodou:
- Karlman (853)[9]